# نویروخ
نویروخ (به لاتین: Noyrukh) یک منطقهٔ مسکونی در روسیه است که در داغستان واقع شده‌است.